# 여우족
여우족은 개과 포유류 분류군의 하나이다.

## 하위 속
- 여우속
- 큰귀여우속
- 너구리속